# Departamento de Arauco
El Departamento de Arauco es una antigua división territorial de Chile, que pertenecía a la Provincia de Concepción. La cabecera del departamento fue Arauco.

## Historia
Fue creado sobre la división del antiguo Departamento de Lautaro, en la década de 1840, con el sector sur ubicado al poniente de la cordillera de Nahuelbuta. El 2 de julio de 1852, se crea la Provincia de Arauco, integrado por el Departamento de La Laja y el Departamento de Arauco y Departamento de Nacimiento. 
En 1869, se crea el Departamento de Lebu y el Departamento de Imperial con el sector sur de este Departamento.
Con la ley de 13 de octubre de 1875, la antigua Provincia de Arauco se divide en tres:
- se crea la nueva Provincia de Arauco, integrada por el Departamento de Lebu, el Departamento de Arauco y el Departamento de Imperial, que se ubican poniente de la cordillera de Nahuelbuta; y
- se crea la Provincia de Biobío, integrada por el Departamento de La Laja, Departamento de Nacimiento, y Departamento de Mulchén creado con esa ley, ubicados al oriente de la cordillera de Nahuelbuta.
- se crea la Territorio de Colonización de Angol, integrada por el Departamento de Angol, ubicado al oriente de la cordillera de Nahuelbuta.

El 30 de diciembre de 1927, con el DFL 8582, se suprime la Provincia de Arauco, anexándose a la Provincia de Concepción, y modifican los límites departamentales. 
- Se genera el nuevo Departamento de Coronel, con capital en Coronel, abarcando el territorio de los antiguos Departamento de Lautaro, Departamento de Arauco y una parte del Departamento de Lebu, cuyos límites son: al norte, el límite sur del actual departamento de Arauco; al este, la cordillera de Nahuelbuta; al sur, el río Trongol, y al oeste, el río Curanilahue. La cabecera del departamento será la ciudad de Coronel.
- Se genera el nuevo Departamento de Arauco con capital en Lebu, abaracando los territorios del Departamento de Cañete y parte del antiguo Departamento de Lebu, en la parte no comprendida en el departamento de Coronel.
- Con esto, se suprime los antiguos Departamento de Lautaro, Departamento de Cañete y Departamento de Lebu.

Con el DFL 8583, se modifican los límites comunales de los nuevos Departamento de Coronel y Departamento de Arauco. 
En 1934, se restituye la Provincia de Arauco y los departamentos Arauco, Cañete y Lebu.

## Límites
El Departamento de Arauco limitaba:
- al norte con el Departamento de Lautaro.
- Al oeste con la Océano Pacífico
- al sur con el Departamento de Lebu
- al este con el Departamento de Nacimiento

Desde 1928 el Departamento de Arauco limitaba:
- al norte con el Departamento de Coronel.
- al oeste con el Océano Pacífico
- al sur con el Departamento de Cañete
- Al este con la Departamento de Nacimiento

## Administración
La Ilustre Municipalidad de Arauco se encargaba de la administración local del departamento, con sede en Arauco, en donde se encontraba la Gobernación Departamental. 
El 22 de diciembre de 1891, se crea la Municipalidad de Carampangue con sede en Santa Bárbara, que administraba las Subdelegaciones 2a Carampangue, 3a De la Villa, 4a Manquehua y 5a Colico, en el departamento, con los límites que le asigna los decretos del 21 de octubre de 1885 y 8 de agosto de 1888.
Desde el 22 de diciembre de 1891, la I. Municipalidad de Arauco, administra las subdelegaciones restantes del departamento, con los límites que le asigna los decretos del 21 de octubre de 1885 y 8 de agosto de 1888.
En 1927 con el DFL 8582 se modifica la composición del departamento y con el DFL 8583 se definen las nuevas subdelegaciones y comunas, que entran en vigor el año 1928.

## Subdelegaciones
Las subdelegaciones con los límites que les asigna los decretos del 21 de octubre de 1885 y 8 de agosto de 1888, son las siguientes:
- 1a Arauco
- 2a Carampangue
- 3a De la Villa (Villa de Carampangue)
- 4a Manquehua (Maquehua)
- 5a Colico
- 6a Melirupu
- 7a Quiapo
- 8a Yani
- 9a Llico
- 10a Raqui
- 11a Isla de Santa María
- 12a Laraquete

Nota: Entre paréntesis nombres mencionados en el DFL8583. 

## Comunas y Subdelegaciones (1927)
De acuerdo al DFL 8583 del 30 de diciembre de 1927, en el nuevo Departamento de Arauco se crean las comunas y subdelegaciones con los siguientes territorios:
- Lebu, que comprende todo el territorio del antiguo departamento de Lebu, que queda comprendido dentro de los límites del actual departamento del mismo nombre.
- Cañete, que comprende las antiguas subdelegaciones 1.a Cañete, 2.a Cayucupil, 3.a Peleco, 4.a Llinquilhué y 5.a Paicaví, del antiguo departamento de Cañete.
- Contulmo, que comprende las antiguas subdelegaciones 6.a Contulmo, 7.a Antiquina y 8.a Quinico, del antiguo departamento de Cañete, incluyendo la isla de la Mocha.

En 1934:
El Departamento de Arauco, pasa a tener las comunas y subdelegaciones de Arauco y Curanilahue, provenientes del departamento de Coronel